# 沃尤季奇
49°33′29″N 23°5′23″E / 49.55806°N 23.08972°E
沃尤季奇（烏克蘭語：Воютичі），是烏克蘭西部的村莊，隸屬利維夫州的桑比爾區。該村始建於1427年，面積12.72平方公里，2001年人口2,099，人口密度每平方公里165.02人。